# Johann Gottfried Stallbaum
Johann Gottfried Stallbaum (lateinisch: Godofredus Stallbaumius; * 25. September 1793 in Zaasch bei Delitzsch; †  24. Januar 1861 in Leipzig) war ein deutscher Philologe und Rektor der Thomasschule zu Leipzig.

Rektor Stallbaum (1861)

## Leben
Er wurde 1793 als Sohn einer Bauernfamilie in Zaasch (heute Teil von Neukyhna) geboren. Seinen ersten Unterricht erhielt er in der Dorfschule und bei einem Privatgelehrten. Von 1808 bis 1815 lernte er an der Thomasschule zu Leipzig unter Friedrich Wilhelm Ehrenfried Rost.
Von 1815 bis 1818 studierte er Klassische Philologie und Evangelische Theologie an der Universität Leipzig. Er wurde in dieser Zeit durch Johann Gottfried Jakob Hermann, Friedrich August Wilhelm Spohn und Christian Daniel Beck gefördert. Später promovierte er zum Dr. phil.
Im Jahr 1818 wurde er als Lehrer an die Franckeschen Stiftungen in Halle berufen. Hier legte er als Erklärer des Platon den Grundstein für seinen späteren Ruhm. Seine Begabung wurde erneut gefördert, diesmal durch August Hermann Niemeyer. Von 1820 bis zu seinem Tode war Stallbaum mit der Thomasschule verbunden, er wirkte dort von 1832 bis 1835 als Konrektor und ab 1835 als Rektor.
Er war bekannt durch seine freie Rede in lateinischer und in deutscher Sprache. Schließlich habilitierte er über das Thema Diatribe in Platonis Politicum und wurde 1840 zum außerordentlichen Professor für Klassische Philologie an der Leipziger Universität berufen. Er hielt Vorlesungen zu Aristophanes, Horaz und Plato.
Stallbaum wurde das Ritterkreuz I. Klasse des sächsischen Albrechts-Ordens verliehen.

## Würdigung
Die Stallbaumstraße, eine Anliegerstraße in Gohlis wurde 1900 nach ihm benannt.

## Werke (Auswahl)
- Platonis Meno, Leipzig 1827.
- Platonis opera omnia, Gotha 1827–60.
- Die Thomasschule zu Leipzig, Leipzig 1838.
- Die Thomasschule zu Leipzig nach dem allmäligen Entwicklungsgange ihrer Zustände insbesondere ihres Unterrichtswesens, Leipzig 1839.
- Über den inneren Zusammenhang musikalischer Bildung der Jugend mit dem Gesammtzwecke des Gymnasiums, Leipzig 1842.

## Bilder

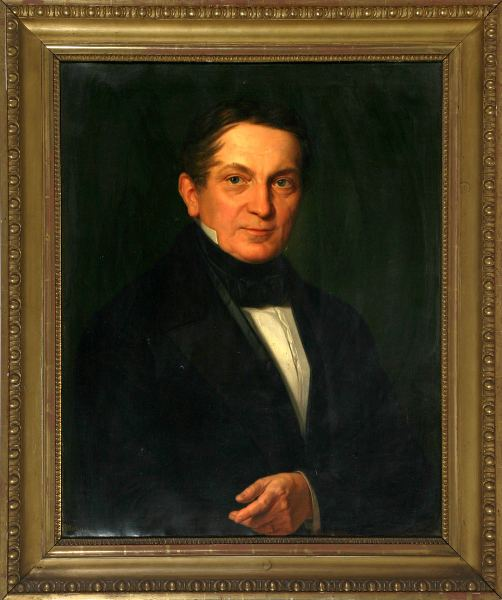
Gustav Adolph Hennig: G. Stallbaum, Rektor der Thomasschule, 1854, Öl auf Leinwand, Stadtgeschichtliches Museum Leipzig
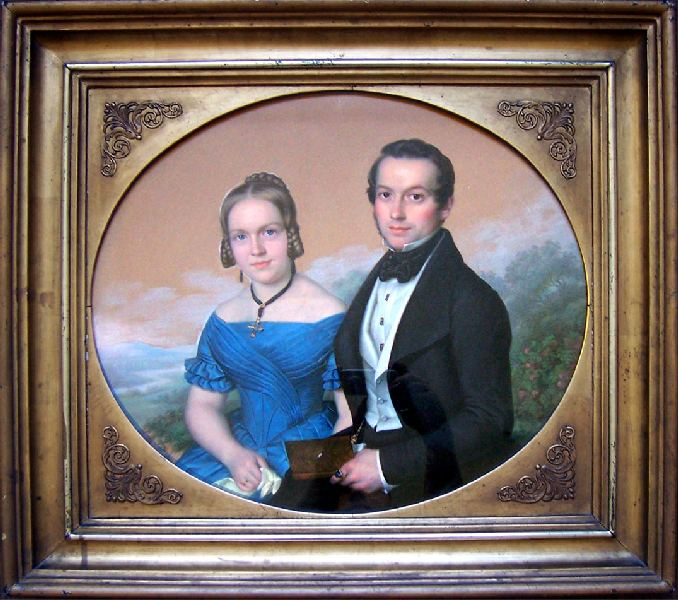
Daniel Caffé: Rektor der Thomasschule Stallbaum mit Frau, um 1810, Pastel in Rahmen, Stadtgeschichtliches Museum Leipzig